# Gedeon Frâncu
Gedeon Frâncu (n. 2 august 1894, Șomoștelnic- d. 12 mai 1955, Târgu-Secuiesc) a fost un deputat în Marea Adunare Națională de la Alba Iulia, organismul legislativ reprezentativ al „tuturor românilor din Transilvania, Banat și Țara Ungurească”, cel care a adoptat hotărârea privind Unirea Transilvaniei cu România, la 1 decembrie 1918.:p. 77

## Biografie
Născut în  localitatea Șomoștelnic în anul 1894, Gedeon a urmat studiile  la Liceul romano-catolic din Târgu-Mureș. A ocupat funcția de contabil fiind în același timp și un mic întreprinzător. A fost înrolat în armata austro-ungară în anul 1914 dar a dezertat trei ani mai târziu, în 1917, trecând în armata română cu gradul de locotenent. Contribuie la organizarea Gărzii Naționale Române din Șomoștelnic iar după anul 1918, este numit contabil la Banca Ajutorul care era în vremea respectivă, cooperativă de credit în localitatea sa natală. După  instaurarea regimului comunist, i s-a fixat domiciliu forțat la Târgu-Secuiesc unde avea să și decedeze la data de 12 mai 1955.

## Activitatea politică
A fost ales ca delegat supleant al cercului electoral  Bălăușeri, la Marea Adunare Națională de la Alba Iulia de la 1 decembrie 1918.:p.254